# Забари (Білгород-Дністровський район)
Заба́ри — село Успенівської сільської громади Білгород-Дністровського районі Одеської області України. Населення становить 651 осіб.

## Історія
19 липня 2020 року, в результаті адміністративно-територіальної реформи і ліквідації Саратського району, село увійшло ло складу новоутвореного Білгород-Дністровського району.

## Населення
Згідно з переписом УРСР 1989 року чисельність наявного населення села становила 590 осіб, з яких 269 чоловіків та 321 жінка.
За переписом населення України 2001 року в селі мешкало 649 осіб.

### Мова
Розподіл населення за рідною мовою за даними перепису 2001 року:
| Мова       | Відсоток |
| ---------- | -------- |
| українська | 95,85 %  |
| молдовська | 2,00 %   |
| російська  | 1,54 %   |
| болгарська | 0,46 %   |